# ヴィガノ
ヴィガノ（イタリア語: Viganò）は、イタリア共和国ロンバルディア州レッコ県にある、人口約2,100人の基礎自治体（コムーネ）。

## 地理

### 位置・広がり
レッコ県南部のコムーネ。県都レッコから南南西へ16km、州都ミラノから北北東へ31kmの距離にある。

#### 隣接コムーネ
隣接するコムーネは以下の通り。
- バルザノ
- ミッサーリア
- モンティチェッロ・ブリアンツァ
- シルトリ

### 気候分類・地震分類
気候分類では、zona E, 2623 GGに分類される。
また、イタリアの地震リスク階級 (it) では、zona 3 (sismicità bassa) に分類される。